# Noual
Noual este o comună din departamentul Néma, Regiunea Hodh Ech Chargui, Mauritania, cu o populație de 2.545 locuitori.